# Juan Manuel Sara
Juan Manuel Sara (Buenos Aires, 13 de octubre de 1976) es un exfutbolista y entrenador argentino que se desempeñó como delantero. Actualmente dirige a Estudiantes de Buenos Aires.

## Trayectoria

### Como jugador
Jugó en la Argentina en el Almirante Brown y en Nueva Chicago, en República Checa en Hradec Králové, y en Paraguay, Cerro Porteño antes de ir a Escocia.
Se mudó a lado escocés para jugar en el Dundee en 2000. Sara ha jugado 88 partidos de la liga durante sus tres años y medio con los azules, pero dejó la institución en noviembre de 2003 debido a la amenaza de la administración del Dundee. Habiendo tenido anteriormente un préstamo a corto en Coventry City.
Pasó al Reggiana en diciembre de 2003. Sara jugado que el resto de la temporada antes de incorporarse a Shelbourne irlandés, en agosto de 2004, donde jugó durante una temporada. En julio de 2005, Sara regresó a su patria con Huracán, pero solo permaneció unos meses, uniéndose al Vaduz de Liechtenstein, en enero de 2006. Después de un año con ellos, Sara se mudó a Italia con el Gallipoli Calcio, una vez más el gasto de unos pocos meses antes de su partida en junio de 2007. Sara se unió a Lucena poco después, regresó al Desafío de la Liga con el Locarno F. C. El 20 de enero de 2009 volvió a ir a Cerro Porteño, allí a los cuatro meses de su llegada se rompió los ligamentos cruzados que lo dejarían sin jugar el resto del tiempo que tenía contrato con los azulgranas. Para el año 2010, llega a la liga de ascenso del fútbol de México, con el equipo Lobos Buap.
En 2012 se incorporó a Ferro, donde disputó 6 partidos y convirtió 2 goles. Allí disputó su último encuentro como profesional el 9 de diciembre de 2012, por el campeonato del Nacional B, en una victoria de su equipo frente al Club Atlético Banfield. En ese cotejo convirtió un gol, el último de su carrera.

### Como entrenador
Inició como entrenador asistente en Ituzaingó bajo la dirección de Diego Martínez, antes de irse al año siguiente a Cañuelas. En 2018, Sara volvió a acompañar a Martínez a Estudiantes de Buenos Aires como su ayudante de campo. Luego seguiría a Martínez en Godoy Cruz en el 2020 y en Tigre durante el 2021. Mientras estuvo en el club bonaerense, Sara ayudó al club a ganar la Primera Nacional 2021 y lograr el ascenso a la Primera División de Argentina.
En diciembre de 2021, Sara dejaría a Martínez y fue nombrado entrenador del Deportivo Maipú de la Primera Nacional. En octubre de 2022, dejó su cargo luego de no llegar a un acuerdo para renovar su contrato.
A finales de 2022, Sara se convirtió en entrenador de su último club como jugador Ferro Carril Oeste. Sin embargo, renunciaría el 3 de abril de 2023 tras cosechar apenas 6 puntos de los 24 en juego.
El 25 de abril de 2023, fue anunciado como entrenador de Estudiantes de Buenos Aires y firmó un contrato hasta diciembre de 2024. No obstante, acordó su desvinculación en junio de 2023 para asumir en Tigre. El 19 de junio de 2023, el club tigrense hizo oficial su contratación. Sin embargo, dos meses después, fue destituido de su cargo luego de una serie de malos resultados.
En febrero de 2024, asumió al frente del Deportivo Maipú. El 17 de junio de 2025, presentó su renuncia al cargo después de una serie de malos resultados.
El 30 de junio de 2025, comenzó su segunda etapa como entrenador de Estudiantes de Buenos Aires.

## Clubes

### Como jugador
| Club                 | País            | Año       |
| -------------------- | --------------- | --------- |
| Almirante Brown      | Argentina       | 1995-1997 |
| Nueva Chicago        | Argentina       | 1997-1998 |
| FC Hradec Králové    | República Checa | 1998-1999 |
| Cerro Porteño        | Paraguay        | 1999-2000 |
| Dundee FC            | Escocia         | 2000-2003 |
| Coventry City        | Inglaterra      | 2003      |
| Reggiana             | Italia          | 2004      |
| Shelbourne F. C.     | Irlanda         | 2004-2005 |
| Huracán              | Argentina       | 2005      |
| FC Vaduz             | Suiza           | 2006      |
| Galliopi Calcio      | Italia          | 2007      |
| Lucena CF            | España          | 2007      |
| FC Locarno           | Suiza           | 2008      |
| Cerro Porteño        | Paraguay        | 2009      |
| River Plate (cedido) | Puerto Rico     | 2010      |
| Lobos de la BUAP     | México          | 2010-2011 |
| Correcaminos UAT     | México          | 2011-2012 |
| Ferro Carril Oeste   | Argentina       | 2012-2014 |

### Estadísticas
Actualizado al 01 de octubre de 2022
| Lobos de la BUAP · México | 2.ª                 | 2010-11             | 32 | 21 | 0 | 0 | — | — | 32 | 21 |
| Lobos de la BUAP · México | Total               | Total               | 32 | 21 | 0 | 0 | 0 | 0 | 32 | 21 |
| Correcaminos de la UAT · México | 2.ª                 | 2011-12             | 27 | 11 | 0 | 0 | — | — | 27 | 11 |
| Correcaminos de la UAT · México | Total               | Total               | 27 | 11 | 0 | 0 | 0 | 0 | 27 | 11 |
| Ferro Carril Oeste Argentina | 2.ª                 | 2012-13             | 6  | 2  | 0 | 0 | — | — | 6  | 2  |
| Ferro Carril Oeste Argentina | Total               | Total               | 6  | 2  | 0 | 0 | 0 | 0 | 6  | 2  |
| Total en su carrera | Total en su carrera | Total en su carrera | 65 | 34 | 0 | 0 | 0 | 0 | 65 | 34 |
| (1) La copa nacional se refiere a la Copa Argentina y Supercopa Argentina . (2) La copa internacional se refiere a la Copa Sudamericana, Recopa Sudamericana, Copa Libertadores y Copa Suruga Bank. |                     |                     |    |    |   |   |   |   |    |    |

| Equipo                     | Div.                     | Temporada                | Estadísticas | Estadísticas | Estadísticas | Estadísticas | Estadísticas | Estadísticas | Estadísticas | Estadísticas | Estadísticas |
| Equipo                     | Div.                     | Temporada                | PD           | G            | E            | P            | GF           | GC           | DG           | Puntos       | % Efect.     |
| -------------------------- | ------------------------ | ------------------------ | ------------ | ------------ | ------------ | ------------ | ------------ | ------------ | ------------ | ------------ | ------------ |
| Deportivo Maipú Argentina  | 2.ª                      | 2022                     | 36           | 11           | 15           | 10           | 39           | 32           | +7           | 48/108       | 44.45%       |
| Deportivo Maipú Argentina  | Total                    | Total                    | 36           | 11           | 15           | 10           | 39           | 32           | +7           | 48/108       | 44.45%       |
| Ferro Argentina            | 2.ª                      | 2023                     | 8            | 1            | 3            | 4            | 7            | 12           | -5           | 6/24         | 25%          |
| Ferro Argentina            | Total                    | Total                    | 8            | 1            | 3            | 4            | 7            | 12           | -5           | 6/24         | 25%          |
| Estudiantes (BA) Argentina | 2.ª                      | 2023                     | 7            | 2            | 2            | 3            | 9            | 10           | -1           | 8/21         | 38.09%       |
| Estudiantes (BA) Argentina | 2.ª                      | Copa Argentina 2023      | 1            | 0            | 0            | 1            | 0            | 1            | -1           | 0/3          | 0%           |
| Estudiantes (BA) Argentina | Total                    | Total                    | 8            | 2            | 2            | 4            | 9            | 11           | -2           | 8/24         | 33.33%       |
| Tigre Argentina            | 1.ª                      | 2023                     | 7            | 4            | 0            | 3            | 9            | 6            | +3           | 12/21        | 57.14%       |
| Tigre Argentina            | 1.ª                      | Copa Sudamericana 2023   | 3            | 0            | 0            | 3            | 1            | 5            | -4           | 0/9          | 0%           |
| Tigre Argentina            | 1.ª                      | Copa de la LPF 2023      | 2            | 0            | 0            | 2            | 1            | 4            | -3           | 0/6          | 0%           |
| Tigre Argentina            | Total                    | Total                    | 12           | 4            | 0            | 8            | 11           | 15           | -4           | 12/36        | 33.33%       |
| Deportivo Maipú Argentina  | 2.ª                      | 2024                     | 35           | 13           | 9            | 13           | 37           | 43           | -6           | 48/105       | 45.71%       |
| Deportivo Maipú Argentina  | 2.ª                      | Copa Argentina 2024      | 1            | 0            | 1            | 0            | 1            | 1            | 0            | 1/3          | 33.33%       |
| Deportivo Maipú Argentina  | 2.ª                      | 2025                     | 19           | 6            | 8            | 5            | 19           | 18           | +1           | 26/57        | 43.86%       |
| Deportivo Maipú Argentina  | Total                    | Total                    | 55           | 19           | 18           | 18           | 57           | 62           | -5           | 75/165       | 45.46%       |
| Deportivo Maipú Argentina  | Total en Deportivo Maipú | Total en Deportivo Maipú | 91           | 30           | 33           | 28           | 96           | 94           | +2           | 123/270      | 45.06%       |
| Estudiantes (BA) Argentina | 2.ª                      | 2025                     | 7            | 4            | 1            | 2            | 9            | 3            | +6           | 13/21        | 61.9%        |
| Estudiantes (BA) Argentina | Total                    | Total                    | 7            | 4            | 1            | 2            | 9            | 3            | +6           | 13/21        | 61.9%        |
| Estudiantes (BA) Argentina | Total en Estudiantes     | Total en Estudiantes     | 15           | 6            | 3            | 6            | 18           | 14           | +4           | 21/45        | 46.67%       |
| Total en su carrera        | Total en su carrera      | Total en su carrera      | 126          | 41           | 39           | 46           | 132          | 135          | -3           | 162/378      | 42.86%       |

## Palmarés

### Como jugador

#### Campeonatos nacionales
| Título                | Club             | País          | Año     |
| --------------------- | ---------------- | ------------- | ------- |
| Torneo Clausura       | Cerro Porteño    | Paraguay      | 1999    |
| Copa de Escocia       | Dundee F.C.      | Escocia       | 2002-03 |
| Premier League        | Shelbourne F. C. | Irlanda       | 2004-05 |
| Copa de Liechtenstein | FC Vaduz         | Liechtenstein | 2006    |
| Torneo Apertura       | Cerro Porteño    | Paraguay      | 2009    |
| Torneo Apertura       | Correcaminos UAT | México        | 2011    |